# 施泰纳集群
陆军史坦納分遣隊又稱施泰纳集群（ ），是柏林戰役期间由阿道夫·希特勒在1945年4月21日创立，由親衛隊上級集團領袖费利克斯·施泰纳指挥的一個临时军事单位，該軍事單位兵力介于军级单位和軍團级单位之间。
希特勒希望费利克斯·施泰纳能指挥该部队对进攻柏林的蘇聯红军之北部钳形攻势发动有效反击，但施泰纳发现希特勒给他的部队中只有後備士兵、軍營警備人員、希特勒青年團的青少年、空军应急地勤人员，以及海军码头工人，兵力不足，所以拒绝发动反攻。只有三十辆1940年缴获于法軍的索瑪S-35戰車可供施泰纳集群使用。正是这次反攻计划的破产令希特勒首次接受了德国败局已定的现实。

## 历史
4月17日，即柏林战役打响后的第二天，维斯瓦河集团军群总司令哥特哈德·海因里希将施泰纳的親衛隊第三軍中战斗力最强的親衛隊第11師、親衛隊第23師调走。海因里希把这两个师交由第9軍團司令西奥多·布塞指挥。親衛隊第11師被调入赫尔穆特·魏德林的第56装甲军並防守塞洛高地，加强该地区守军空军第九空降猎兵师的防御力。親衛隊第23師则被调遣至奥得河畔法兰克福，並被编入党卫队第五山地军，他們在后来的哈爾伯戰役中被消灭。
接着苏军元帅格奥尔基·朱可夫指挥的白俄罗斯第1方面军在施勞弗高地戰役中突破施勞弗高地防线，而且正在包围柏林。海因里希命党卫队第三装甲军（只剩下3个营和几辆坦克）组织起所有能搜集到的兵力，沿菲诺运河设立掩护线（screening line），保护第3裝甲軍團的南面侧翼免遭朱可夫的部队袭击。
至4月21日，阿道夫·希特勒开始将他交给施泰纳指揮的部隊称为“施泰纳集群”。他命令施泰纳攻击白俄罗斯第一方面军突出部的北面侧翼。突出部以南的第九集团军需同时对突出部北翼发起进攻，从而与施泰纳集群形成钳形攻势。为发动反攻，希特勒又给施泰纳配了三个师，都出自第九集团军第101军：親衛隊第4師、第5步兵師以及第25装甲掷弹兵师，这几个师全都位于菲诺运河以北，而魏德林的第56装甲军则依旧处在柏林东边。
北边的三个师将从埃伯斯瓦尔德向南朝第56装甲军方向进攻，从而将白俄罗斯第一方面军突出部切成两半。施泰纳给海因里希打去电话，告知他上述计划不可行，因为第5步兵師和第25装甲掷弹兵师都处在防御状态，只有在海军第二师从海滨赶来换防后才能执行新命令。因此，施泰纳集群仅剩党卫队第四警備师的三个营可用，但他们僅有Kar98k步槍、MP40衝鋒槍、魯格P08手槍以及柄式手榴彈等武器，缺乏機槍、火炮、反戰車榴彈發射器。海因里希给陆军总司令部参谋总长漢斯·克雷布斯打去电话，告诉他因為兵力與武器不足，因此计划无法实施，并要求直接与希特勒通话，但他被告知希特勒太忙，没时间接电话。
4月22日，希特勒在下午会议上得知施泰纳不会发动反攻，据他的秘书回忆，他“沉默了许久”，之后便坚持要求自己的女秘书与爱娃·布劳恩应立刻离开柏林，但她们拒绝了。接着希特勒表示，德国已经战败，但他怪罪于德國的将军，并声称自己要在柏林坚持到最后一刻，之后就打算自杀。4月22日过后，元首地堡里就没什么人再提起过施泰纳集群了。

## 作战序列
- 親衛隊第三軍
- 親衛隊第4師
- 第5步兵師
- 第25装甲掷弹兵师